# Perditorulus lichanodes
Perditorulus lichanodes är en stekelart som beskrevs av Christer Hansson 2004. Perditorulus lichanodes ingår i släktet Perditorulus och familjen finglanssteklar.
Artens utbredningsområde är Costa Rica. Inga underarter finns listade i Catalogue of Life.